# 朱紫佐
朱紫佐（?—?），江蘇省松江府南匯縣人，清朝政治人物、進士出身。
光緒九年（1883年），参加癸未科殿試，登進士二甲48名。同年五月，著以主事分部学习。